# トリアンタ

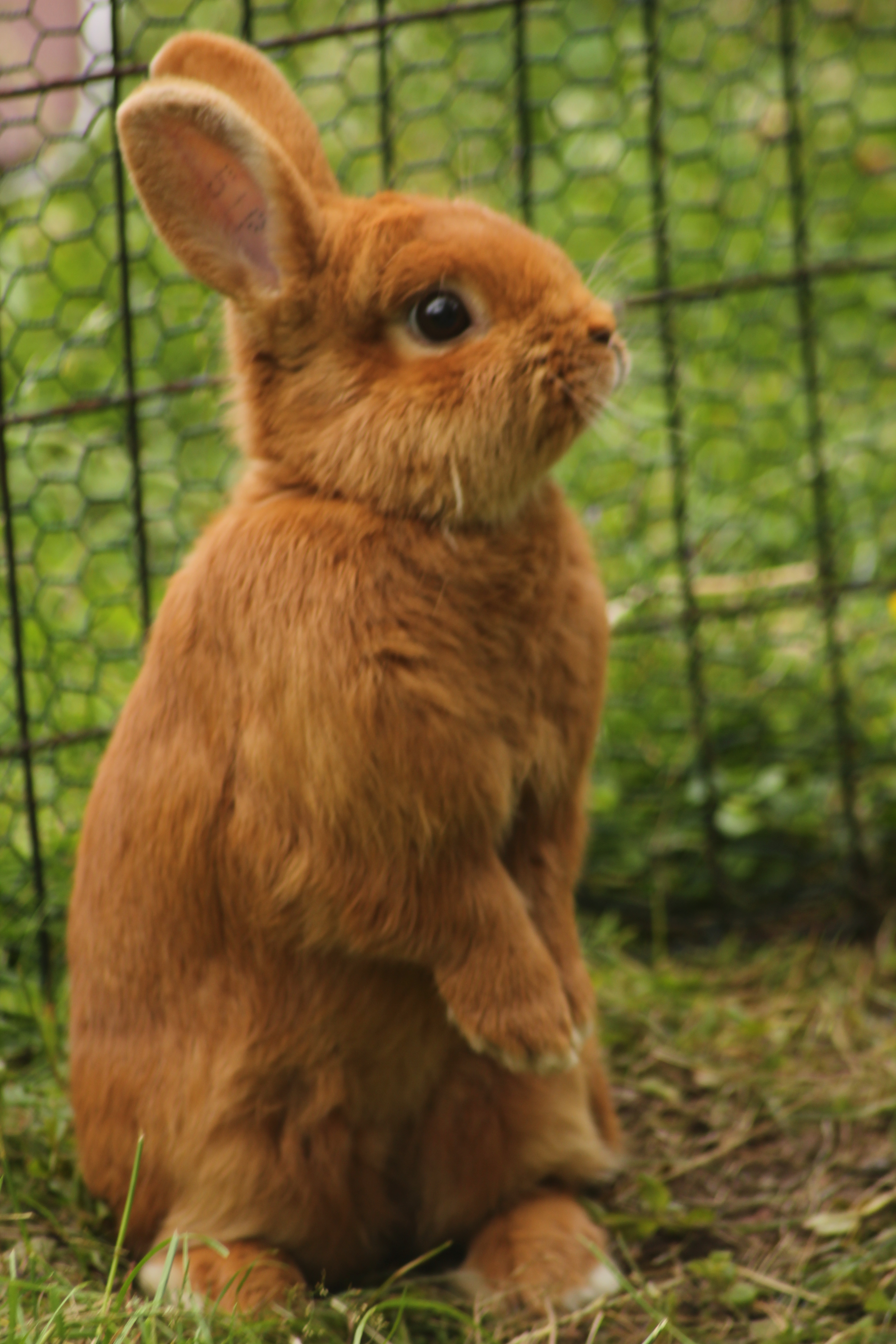
トリアンタ

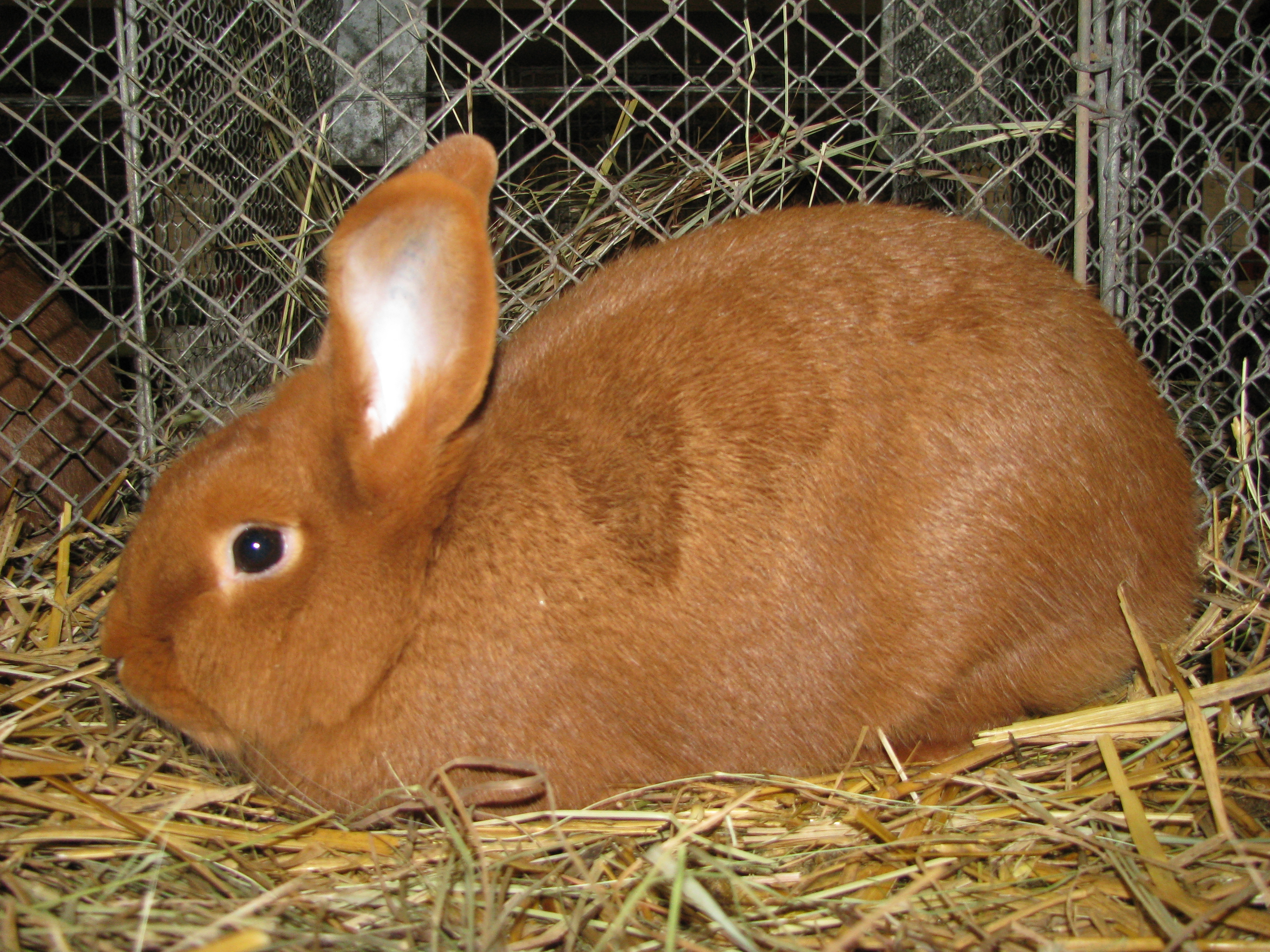
同時期に並行して開発されたザクセンゴルト

トリアンタ（オランダ語: Thrianta）は、カイウサギの品種の一つ。明るい赤毛、尾と足の裏は淡黄褐色である。原産地はオランダで、ドイツの品種ザクセンゴルトにより改良された後、1980年代初頭にはイギリスへ輸出された。1990年代にはアメリカ合衆国にオランダとイギリスから導入された。品種名は、ドレンテ州の旧名からとられている。

## 歴史
オランダドレンテ州アッセンで教師をしていたH・アンドレイ（Andreae）により、ハヴァナ、パピヨン、タンをかけあわせて1938年に作られた。アンドレイはオラニエ＝ナッサウ家を称えるため、オレンジ色のウサギを作り出すことを目標としていた。1940年5月1日にオランダで品種登録された。直後の5月10日にはドイツとの戦争が勃発、トリアンタはひそかに飼育されたが、多くの動物が死んだり食用として扱われ、終戦時にはアンドレイの飼育するウサギもまたそのほとんどが失われていた。1957年には登録されていたものの、アンドレイ没後の1966年には登録から外されている。
一方、ドイツでは1925年よりリヒャルト・ベナックによりハヴァナ、チンチラ、タン、ニュージーランド・レッドの交配によって同様の試みがなされており、ザクセンゴルトと呼ばれる品種が作られていた。リヒャルトは1945年に死亡したがその子が交配を続け、1951年にはドレスデンで発表された。ザクセンゴルトは1968年にオランダに輸入され、トリアンタの品種改良に用いられた。結果、1971年にトリアンタがザクセンゴルトとして再登録され、1976年10月1日にトリアンタの名称に変更されることになった。
その後、アメリカうさぎブリーダー協会、イギリスうさぎ評議会でも登録品種となっている。

## 外見
頭部は短く幅広の球状、耳は先端が丸く8cmから10cm。体毛は柔らかく密集しており、毛色は明るいオレンジか赤であるが、必ずしも遺伝するものではない。
イギリスうさぎ評議会では、体重2kgから2.75kgとしている。